# Eólida

Localización de Eólida en Asia Menor.

La Eólida o Eolia (griego antiguo Αἰολίς [Aiolís]; en neogriego: Αιολίδα o Αιολία [Eolída o Eolía]; en latín Aeolis) es el nombre dado en la Antigüedad a la región que comprendía varias islas, Lesbos en particular, y la costa oeste y noroeste de Asia Menor, entre la Tróade y el río Hermo en el Golfo de Esmirna. 

## La región

Mapa con algunas de las principales antiguas ciudades griegas de Eólida.

Heródoto la denomina Αἰολίς, -ίδος, ἡ. El historiador no especifica el gentilicio asociado a la región, no obstante, con la designación de Αἰολεύς indica una amplia identidad «eolia» que se aplicaba a los habitantes de los asentamientos eolios en Tróade y las Islas del Egeo, en particular Lesbos.
En el periodo helenístico, Αἰολεύς se empleaba como nombre “étnico regional” tanto por los ciudadanos de los asentamientos eolios de Tróade como por los habitantes de las polis de la zona del Golfo Elaítico. La denominaban así, por ejemplo los ciudadanos de Alejandría de Tróade, los de Cime (en inscripciones del siglo I a. C.), los de Mirina y los de Pitane.
La primera definición como región de Eólida se encuentra en el relato herodoteo de la dodecápolis eolia, posteriormente reducida a once polis tras la conquista de Esmirna por los colofonios asilados en esta ciudad. Eran las siguientes ciudades minorasiáticas: Cime, Larisa, Fuerte Nuevo, Temnos, Cila, Notio, Egiroesa, Pitane, Egeas, Mirina y Grinio. Otras cinco comunidades eolias se hallaban en Lesbos, y en Ténedos una ciudad.
No obstante, la extensión de la región de Eolia fue objeto de disputa ya en la Antigüedad clásica. Eólida incorporaba parte del sur de Misia, con la que limitaba al norte, tenía al sur Jonia y Lidia al este. Estrabón precisa que Focea marcaba el límite de Eólida y el inicio de Jonia. Para Éforo estaba comprendida entre Abidos y Cime, según Estrabón, que añade que la extensión varía según qué autor. Walter Leaf lo atribuye a la confusión en las fuentes antiguas entre los límites geográficos y etnográficos.
En la misma línea, el geógrafo griego en el capítulo de su obra que versa sobre la extensión del territorio troyano según los autores posteriores a Homero, explica que a tenor de la colonización eolia de la región de Troya, los autores discrepan en los límites entre esta y Eólida. Estrabón dice que Homero expresa que tras la guerra de Troya, los territorios de Eolia y de Troya se reunieron en uno. Pero aquel considera que Eolia, propiamente, abarcaba desde el río Hermo hasta el cabo Lecto, y la región adyacente hasta el río Esepo (actual Gönen Çay).
Las comunidades en esta parte de Asia Menor están relativamente pobremente documentadas en las inscripciones existentes y en los autores arcaicos y clásicos. Las evidencias arqueológicas son escasas en los asentamientos de los periodos antedichos. Solo han sido excavados pocos lugares: Mirina, Larisa Fricónide, Pérgamo y Cime. El alcance de la helenización de estas poblaciones en las épocas arcaica y clásica son difíciles de conocer, sobre todo de los asentamientos del interior. En el Periplo de Pseudo-Escílax 98, se nombran solo tres polis como helenizadas. Otros autores clásicos no arrojan luz sobre ello. No cabe duda de que hubo interacción entre griegos y no griegos en las riberas de los ríos en dichas épocas. Además se ha sugerido que en el siglo IV a. C. inscripciones y monedas de algunos de los asentamientos costeros que en su origen eran comunidades no griegas, se habían sometido a un proceso de asimilación considerable a finales del período clásico. Lo mismo parece ser cierto en algunos asentamientos del interior como Pérgamo, Teutrania, Halisarna y Gambrio, que fueron controlados por los descendientes de los griegos Góngilo de Eretria y del rey Demarato de Esparta. Las evidencias numismáticas, que constituyen la fuente prehelenística para siete de las poblaciones de la región (Autocane, Beone, Calcis, Iola, Perperene, Tebas y Tisna), arrojan muy poca información sobre el grado de helenización de quienes emitieron monedas. Asimismo, mientras que los hallazgos de cerámica griega y artefactos pueden ser considerados una buena evidencia de un intenso intercambio entre comunidades griegas y no griegas, tales descubrimientos no permiten una clasificación de los asentamientos como griegos o helenizados.
La mayoría de los restos arquitectónicos observados por los viajeros y arqueólogos de los siglos XIX y XX datan del periodo romano.

## Historia
Los eolios llegaron al noroeste de Anatolia desde Tesalia y otras regiones de Grecia Central hacia el siglo XI a. C.
Al igual que los jonios y los dorios de Asia Menor, los eolios estuvieron bajo el dominio del reino de Lidia al menos durante el reinado de Creso. Ciro II el Grande de Persia invadió Lidia y conquistó su capital, Sardes, en 546 a. C. En los años posteriores las ciudades eolias estuvieron bajo dominio persa.
Entre 499 y 496 a. C., durante la revuelta jónica, los eolios apoyaron a los jonios contra los persas bajo el reinado de Darío I, pero la rebelión fue sofocada. En tiempos de Jerjes aportaron naves a la flota persa en la segunda guerra médica.
Posteriormente, tras la victoria de los griegos en las guerras médicas, la mayoría de las ciudades eolias pasaron a formar parte de la Liga de Delos durante la mayor parte del siglo V a. C. hasta la derrota de Atenas en la guerra del Peloponeso.
Ya en el siglo IV a. C. pasaron a formar parte nuevamente de los persas del Imperio aqueménida hasta las conquistas de Alejandro Magno. En épocas posteriores, los territorios de Eólida estuvieron bajo dominio de Lisímaco de Tracia, del Imperio seléucida y del reino de Pérgamo. En los enfrentamientos entre el Imperio seléucida y el reino de Pérgamo, las polis de Eólida se aliaron, en el 218 a. C., con Atalo I de Pérgamo frente al general seléucida Aqueo. Cuando, en 133 a. C., Atalo III de Pérgamo legó su reino a los romanos, Eólida fue una de las regiones que pasó a formar parte de los territorios controlados por Roma, dentro de la provincia de Asia.
Un gran terremoto nocturno destruyó gran parte de la región en el año 17.